# 合山煤田
合山煤田位于中华人民共和国广西壮族自治区合山市，面积为243.25平方千米。

## 概况
煤田属二叠纪合山煤系。1985年末，累计探明储量6.79亿吨，保有储量6.33亿吨，拥有生产 矿井8对、设计年产能力150万吨。1992年底探明储量为68322.3万吨。
煤田所在地为一向斜盆地，海拔20—600米，北高南低，内多为剥蚀平原和低山、丘陵。该煤矿产煤耗能主要由合山电厂供应，水源则主要来自岩溶水。
煤田共含5个煤层，局部分叉有7层。其煤层总厚度为11.6米，可采厚度6.4米，约含煤6.9%。

## 煤质
煤田产煤品位不高，灰分、含硫量较高，仅有一个煤层产煤为低灰高硫瘦煤，其余煤层产煤均为高灰、高硫贫煤，产煤可供动力和民用。

## 交通
- 来合铁路长57km，由西向东经过矿区，并在来宾市与湘桂铁路连接。
- 322国道纵贯矿区。
- 红水河流经矿区，可以满足一定的产煤外运需求。

## 历史
1905年开始开采。1943年产煤9.40万吨，被誉为西南第二大煤矿。煤层厚0.3—0.5米，煤层过薄，全靠人力侧卧挥锄采掘。1950年1月5日桂林军管会接管合山煤矿公司。1954年6月，合山煤矿公司更名为广西省合山煤矿。1962年1月11日，改为合山矿务局。70年代初，根据产煤高灰低热值特性设计建成合山电厂后，主要供应合山电厂。 